# シュンラン
シュンラン（春蘭、学名: Cymbidium goeringii）は、単子葉植物ラン科シュンラン属の蘭で、土壌中に根を広げる地生蘭の代表的なものでもある。名称の由来は「春蘭」で、春に咲くことから。

## 形態・生態
葉は地表から出る根出葉で、細長く、薄いが固く、根元から立ち上がり、曲線を描いて下に向かう。細かい鋸歯があってざらつく。茎は球形に縮まった小型の偽球茎になり、匍匐茎はなくて新しい偽球茎は古い偽球茎の根元から出て株立ちになる。根は太くて長い。部分的菌従属栄養植物であり、緑葉による光合成以外に、ヘツカランのように着生生活を送る熱帯性のシュンラン属と菌根共生を送る腐生菌と、光合成を行わない菌従属栄養植物のマヤランやサガミランが依存する外生菌根菌の両方から、有機物の供給を受けている。
花は3-4月に咲く。前年の偽球茎の根元から出て、葉の陰に茎をのばし、その先端に花が1個つくが、まれに2-3個つくこともある。花茎は薄膜状の鱗片にゆるく包まれる。花は横を向いて咲き、萼片と側花弁は倒披針形、黄緑か緑でつやがあり、やや肉質。萼片は広がって3角形の頂点を作り、側花弁はずい柱を囲うように互いに寄り合う。唇弁は基部はずい柱の下に受ける溝のようで、縦にひだがあり、その先は前に面を向けて広がり、先端は後ろに巻き込む。普通種の色は白色で、濃赤紫色の斑紋が入る。
果実は紡錘形をしており、熟すると茎が伸びて葉の上に出て、上に向いて直立する。種子は極めて小さく、埃のように見える。
- 赤い斑紋が入った唇弁
- 花茎の先端に2個の花をつけたもの

### 栽培（培養）に関して
ラン科植物の種子は胚乳または胚乳の機能を代替して発達した子葉を持たず、胚は少数の細胞の集合体に過ぎない。そのため発芽に際しては、周囲の環境から適合する菌類の菌糸を呼び込み、これから成長に必要な栄養素を得る。この時、シュンランの実生は速やかに発葉して光合成を開始せず、そのままかなりの大きさになるまで長期間ショウガの根茎によく似た姿で腐生植物的な地下生活を送ることが知られている。このような性質は寒冷地に適応する過程で獲得されたものだとも言われており、温帯産の地表性のシュンラン属の多くが同様の初期生活史を送る。熱帯性の着生性のシンビデュームでは地下生活の時期はなく、地表で発芽してすぐに発葉する。
なお、温帯性シュンラン属の完熟種子には強い撥水性があり、洋ランと同様の手法で無菌培養培地に播いてもほとんど発芽しない（未熟種子を培養するか、完熟種子は次亜塩素酸ナトリウム水溶液などで洗浄し撥水性を除去すれば発芽する）。発芽しても実生苗は培地にもぐりこんだ地下生活状態のままで何年も留まる（植物生長ホルモンなどを培地に添加して刺激すると発葉する）。
近年までこれらの培養特性がわかっていなかったこと、育苗に長い年月を要する（種子から開花まで5年以上、10年以上かかる場合もある）こと、その他の商業的事情があり、現在でも交配育種による園芸化はあまり進んでいない。園芸品として流通しているものは、野生採集個体（を育てて株分けしたもの）が主流である。
ただし近年は人工交配苗の流通量が増えてきており、人工交配苗も園芸ジャンルの日本春蘭として認める方向に動きつつある。韓国や中国で量産された人工増殖苗も相当量が輸入されているが、流通実態が公表されていないため詳細は不明。

## 分布
日本各地（北海道から九州まで）によく見られる野生蘭の一種である。山草や東洋ランとして観賞用に栽培されることも多い。国外では中国にも分布する。

## 人間との関わり
古くから親しまれてきた植物であり、ホクロ、ジジババなどの別名がある。一説には、ジジババというのは蕊柱を男性器に、唇弁を女性器になぞらえ、一つの花に両方が備わっていることからついたものとも言われる。
その野趣、素朴さを好まれて、野生品を日本庭園などで栽培することがある。また、東洋ランのひとつ、日本春蘭としては、普通種（並物）と異なった特徴を持つ選別された個体（花物や葉物）に名前をつけて栽培する。花物（花びらがオレンジや黄色など並物と異なる個体）にも柄物（葉に黄や白の斑が入った個体）にも多くの品種がある。中国のよく似たものを中国春蘭と言い、古典園芸植物としてはむしろこちらが先輩格である。これは別種とされたことがあるが、現在では本種に含める。他にイトランも本種とされる。
山菜としても用いられる。花を採り、茹でて酢の物などとする。あるいは塩漬けにしてお茶として用いる。
四君子のひとつであり、広く文人墨客にも愛された植物で、墨絵や塗り物の茶器、椀などのモチーフとして描かれることがある。